# دن نیکولای پوترا
دن نیکولای پوترا (به انگلیسی: Dan Nicolae Potra) ژیمناست زادهٔ ۲۸ ژوئیهٔ ۱۹۷۹ میلادی اهل کشور رومانی است.